# سامسونج غير في آر
سامسونغ غير في آر (بالإنجليزية: Samsung Gear VR)‏، هي نظارة الواقع الإفتراضي التي أنتجه شركة سامسونغ الكورية بالتعاون مع شركة أوكلوس في آر الأمريكية، حيث أصدر النظارة الواقع في الأسواق يوم 27 نوفمبر 2015، والتي تعمل مع الحاسوب الشخصي والهواتف المحمولة المتوافقة مع نظام أندرويد، حيث باعت النظارة نحو 5 ملايين نسخة، وتستخدم في الغالب لألعاب الفيديو.

## المواقع الخارجية
- الموقع الرسمي